# Willem Bodeman
Willem Bodeman, né le 13 janvier 1806 à Amsterdam et mort le 20 janvier 1880 à Bussum, est un peintre paysagiste néerlandais.

## Biographie

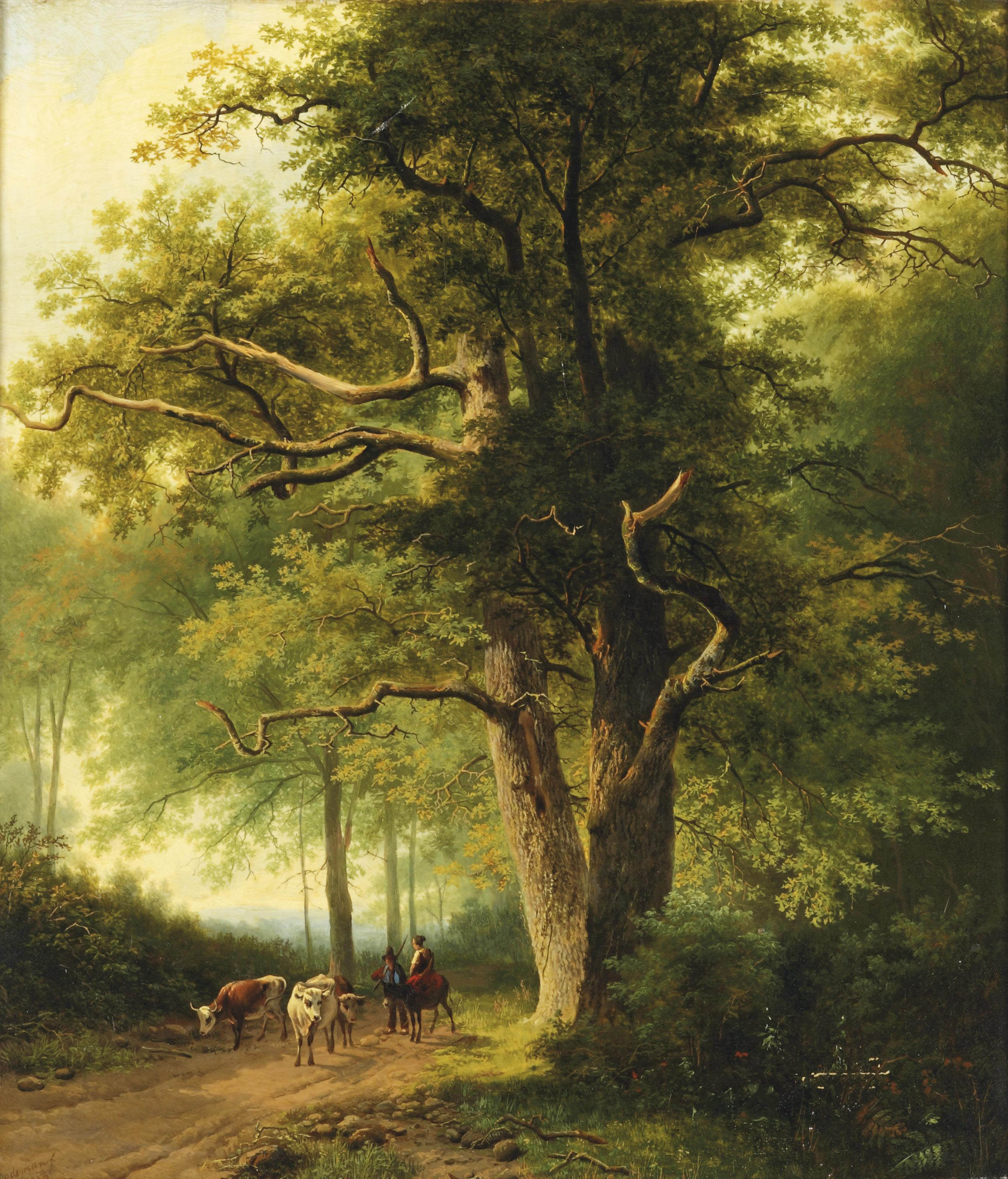
Agriculteurs avec bétail sur le chemin forestier

Bodeman a d'abord suivi une formation d'artisan et suit la tradition familiale d'être marchand. Ce n'est qu'à l'âge de 20 ans qu'il cesse ses activités commerciales et devient l'élève de Barend Cornelis Koekkoek. En 1827, avec son professeur, il part en voyage d'études en Belgique et en Allemagne avec un séjour plus long à Clèves, où il réalise plusieurs peintures de paysages forestiers et hivernaux. Il retourna à Amsterdam en 1830 et sert comme militaire pour défendre le Royaume uni des Pays-Bas durant la Révolution belge.
Il continue ensuite son voyage avec son professeur à Hilversum en 1832, de nouveau à Amsterdam en 1833, à Hilversum en 1834, à Clèves en 1838, à Bruxelles en 1841 et s'installa à Bussum en 1849.
En 1843-1844, il entreprend un voyage en Italie avec Pierre Louis Dubourcq. En 1834, il devient membre méritoire de la société « Arti Sacrum » de Rotterdam.
En 1847, il expose à la Royal Academy of Arts et au British Institute de Londres.
Le peintre belge Eugène-Joseph Verboeckhoven décorait souvent ses peintures de paysages de figures humaines et animales. Bodeman a formé Pieter Plas (1810-1853).
Ses peintures sont exposées au Stedelijk Museum Amsterdam et au musée d'art de Koekkoek-Haus (de).